# Grand Prix automobile d'Indianapolis
Ne doit pas être confondu avec 500 miles d'Indianapolis et Grand Prix moto d'Indianapolis
Le Grand Prix Soniso d'Indianapolis est une course d'IndyCar Series se déroulant sur le tracé routier de l'Indianapolis Motor Speedway à Speedway, Indianapolis, dans l'État de l'Indiana, aux États-Unis depuis 2014. La manche inaugurale s'est déroulée le 10 mai 2014. Cette course se tient sur le tracé routier ayant servi à la Formule 1 de 2000 à 2007 et utilisé également en Moto GP.

## Histoire
En 2012, Hulman & Co., la société-sponsor de l'Indianapolis Motor Speedway consulte la Boston Consulting Group pour évaluer ses opérations financières. Dans leur rapport, la Boston Consulting Group suggère l'organisation d'une course d'IndyCar sur le tracé routier.
En septembre 2013, un test est réalisé et l'IndyCar annonce, le 1er octobre 2013, l'organisation d'une course sur le circuit ,. La course se déroulera début mai, deux semaines avant les 500 miles d'Indianapolis.
Peu après le test de septembre 2013, un resurfaçage du circuit est entrepris pour rendre le circuit plus compétitif possible et plus adaptés aux monoplaces d'IndyCar. Plusieurs sections du circuit sont également modifiées, notamment le virage no 1 ; les modifications apportées au circuit ont changé son développement qui est désormais de 3,925 km.
En 2014, le Français Simon Pagenaud est le premier pilote à inscrire son nom au palmarès de l'épreuve,.
Un an plus tard, Will Power remporte la course avant de voir Simon Pagenaud s'imposer de nouveau sur ce tracé en 2016,.
En 2017, Will Power signe la pole position puis remporte la course,. Il s'impose également l'année suivante.
En 2019, Simon Pagenaud renoue avec la victoire sur ce tracé lors d'une course disputée sous la pluie. Deuxième de l'édition 2019, Scott Dixon s'impose en 2020 devant Graham Rahal et Simon Pagenaud.
En raison de la pandémie covide-19, il y a eu trois éditions de cette course. Le premier tour a eu lieu sur l'événement NASCAR en juillet, qui était régulièrement prévu pour cette date en 2020. La seconde était une paire de courses avec le SRO Intercontinental GT Challenge 8 heures en octobre.
Le format à double course s'est poursuivi pendant trois ans de plus, une fois pour commencer la réunion d'Indianapolis 500 en mai, et une fois en été le week-end NASCAR, créant une réunion adaptée à la télévision. L'événement est retourné à une course de mai en 2024.  La série a l'intention de ramener la double réunion conjointe NASCAR et IndyCar à l'avenir, bien qu'elle devrait probablement être tenue en mai en raison des accords médiatiques actuels avec les deux séries.

## Résultats

### IndyCar
| Saison | Date                 | Vainqueur           | Écurie                                 | Châssis | Moteur    | Distance de la course | Distance de la course | Temps de la course   | Vitesse moyenne |
| Saison | Date                 | Vainqueur           | Écurie                                 | Châssis | Moteur    | Tours                 | Distance              | Temps de la course   | Vitesse moyenne |
| ------ | -------------------- | ------------------- | -------------------------------------- | ------- | --------- | --------------------- | --------------------- | -------------------- | --------------- |
| 2014   | 10 mai               | Simon Pagenaud      | Sam Schmidt Motorsports                | Dallara | Honda     | 82                    | 321,866 km            | 2 h 04 min 24 s 0261 | 155,241 km/h    |
| 2015   | 9 mai                | Will Power          | Team Penske                            | Dallara | Chevrolet | 82                    | 321,866 km            | 1 h 42 min 42 s      | 188,039 km/h    |
| 2016   | 14 mai               | Simon Pagenaud      | Team Penske                            | Dallara | Chevrolet | 82                    | 321,866 km            | 1 h 50 min 19 s      | 175,071 km/h    |
| 2017   | 13 mai               | Will Power          | Team Penske                            | Dallara | Chevrolet | 85                    | 333,641 km            | 1 h 42 min 58 s      | 194,430 km/h    |
| 2018   | 12 mai               | Will Power          | Team Penske                            | Dallara | Chevrolet | 85                    | 333,641 km            | 1 h 49 min 46 s      | 182,368 km/h    |
| 2019   | 11 mai               | Simon Pagenaud      | Team Penske                            | Dallara | Chevrolet | 85                    | 333,641 km            | 2 h 00 min 28 s      | 166,171 km/h    |
| 2020   | 4 juillet (NASCAR)   | Scott Dixon         | Chip Ganassi Racing                    | Dallara | Honda     | 80                    | 314,02 km             | 1 h 41 min 59 s      | 184,735 km/h    |
| 2020   | 2 octobre (8 Heures) | Josef Newgarden     | Team Penske                            | Dallara | Chevrolet | 85                    | 333,461 km            | 1 h 44 min 28.5561 s | 191,568 km/h    |
| 2020   | 3 octobre (8 Heures) | Will Power          | Team Penske                            | Dallara | Chevrolet | 75                    | 294,375 km            | 1 h 33 min 8.528 s   | 191,656 km/h    |
| 2021   | 15 mai (500)         | Rinus van Kaltmouth | Ed Carpenter Racing                    | Dallara | Chevrolet | 85                    | 333,641 km            | 1 h 47 min 09 s      | 186,838 km/h    |
| 2021   | 14 août (NASCAR)     | Will Power          | Team Penske                            | Dallara | Chevrolet | 85                    | 333,461 km            | 1 h 49 min 38 s      | 182,593 km/h    |
| 2022   | 14 mai (500)         | Colton Herta        | Andretti Autosport with Curb-Agajanian | Dallara | Honda     | 75                    | 294,375 km            | 2 h 01 min 56 s      | 144,854 km/h    |
| 2022   | 30 juillet (NASCAR)  | Alexander Rossi     | Andretti Autosport                     | Dallara | Honda     | 85                    | 333,461 km            | 1 h 48 min 39 s      | 184,243 km/h    |
| 2023   | 13 mai (500)         | Álex Palou Montalbo | Chip Ganassi Racing                    | Dallara | Honda     | 85                    | 333,641 km            | 1 h 47 min 57 s      | 185,451 km/h    |
| 2023   | 12 août (NASCAR)     | Scott Dixon         | Chip Ganassi Racing                    | Dallara | Honda     | 85                    | 333,461 km            | 1 h 51 min 24 s      | 179,678 km/h    |
| 2024   | 11 mai               | Álex Palou Montalbo | Chip Ganassi Racing                    | Dallara | Honda     | 85                    | 333,641 km            | 1 h 45 min 27 s      | 189,832 km/h    |

### Indy Lights
| Saison | Date   | Vainqueur       | Écurie                  |
| ------ | ------ | --------------- | ----------------------- |
| 2014   | 9 mai  | Matthew Brabham | Andretti Autosport      |
| 2014   | 10 mai | Luiz Razia      | Sam Schmidt Motorsports |
| 2015   | 8 mai  | Jack Harvey     | Sam Schmidt Motorsports |
| 2015   | 9 mai  | Sean Rayhall    | 8Star Motorsports       |
| 2016   | 13 mai | Ed Jones        | Carlin Motorsport       |
| 2016   | 14 mai | Dean Stoneman   | Andretti Autosport      |

### Pro Mazda
| Saison | Date   | Vainqueur        | Écurie             |
| ------ | ------ | ---------------- | ------------------ |
| 2014   | 9 mai  | Scott Hargrove   | Cape Motorsports   |
| 2014   | 10 mai | Scott Hargrove   | Cape Motorsports   |
| 2015   | 7 mai* | Weiron Tan       | Andretti Autosport |
| 2015   | 8 mai  | Timothé Buret    | Juncos Racing      |
| 2015   | 9 mai  | Santiago Urrutia | Team Pelfrey       |
| 2016   | 13 mai | Patricio O'Ward  | Team Pelfrey       |
| 2016   | 14 mai | Patricio O'Ward  | Team Pelfrey       |

* : Course remplaçant celle annulée au NOLA Motorsports Park à cause de la pluie.

### USF 2000
| Saison | Date   | Vainqueur          | Écurie                                    |
| ------ | ------ | ------------------ | ----------------------------------------- |
| 2014   | 9 mai  | Will Owen          | Pabst Racing Services                     |
| 2014   | 10 mai | Adrian Starrantino | Jay Motorsports                           |
| 2015   | 8 mai  | Nicolas Jamin      | Cape Motorsports avec Wayne Taylor Racing |
| 2015   | 9 mai  | Nicolas Jamin      | Cape Motorsports avec Wayne Taylor Racing |
| 2016   | 13 mai | Anthony Martin     | Cape Motorsports avec Wayne Taylor Racing |
| 2016   | 14 mai | Parker Thompson    | Cape Motorsports avec Wayne Taylor Racing |